# Citroën XM

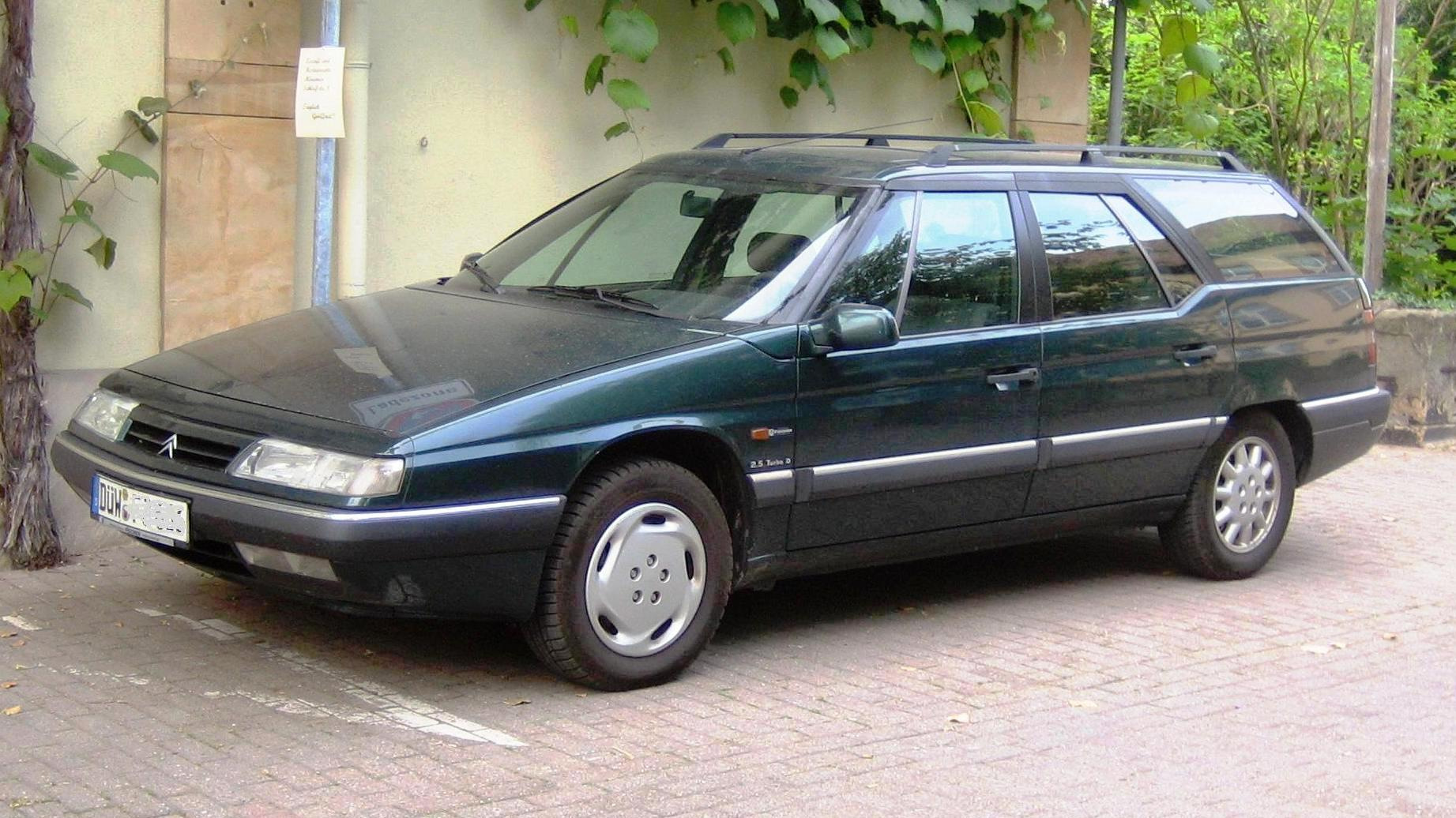
Citroën XM Break, fas 2

Citroën XM är en bilmodell av den franska biltillverkaren Citroën. Plattformen delas med Peugeot 605 med undantag för fjädringen som är Citroëns berömda gashydrauliska fjädring. Den blev år 1990 vald till årets bil i Europa. Detta Citroëns flaggskepp under 1990-talet producerades fram till år 2000. Mellanklassbilen Citroën C5 ersatte både XM och Citroën Xantia år 2001. Det dröjde ända till 2006 innan Citroën lanserade en efterträdare i storbilsklassen i form av Citroën C6. XM fanns i kombi- och halvkombiversion, båda med den karaktäristiska gasvätskefjädringen som signum. Till modellåret 1995 genomgick XM en lättare ansiktslyftning (fas 2, modellkod Y4) med bl.a. nya strålkastare, backspeglar, grill och inredning.
I XM introducerades Hydractive-systemet. Detta innebar att en dator styrde fjädringens styvhet och i viss mån krängningsbenägenhet baserat på körförhållandena och förarens val. Hydractive var ett mycket avancerat system helt i linje med Citroëns strävan att ligga i framkant rent tekniskt, och XM var på sin tid en av de mest elektronikspäckade bilarna med datorer som styrde det mesta. Med hjälp av en extra gemensam gasklocka per hjulpar blev fjädringen mjukare i normalläget och när ventiler till den klockan stängdes fick man en hårdare sportfjädring. På det sättet kunde fjädringens höjd och styvhet ändras under färd, så att man fick både bra komfort och säkra vägegenskaper. 
1992–1993 lanserades version 2 av Hydractivesystemet i XM. I den första versionen kunde föraren med en knapp välja mellan ständigt hårt Sport-läge och vanligen mjukt Auto-läge. I Hydractive 2 blev även Sportläget automatiskt växlande mellan hårt och mjukt, fast med lägre parametertrösklar för automatisk inkoppling av hård fjädring än i Auto-läget. Auto-läget döptes om till Normal.

## Motoralternativ
| Modell        | Årsmodell | Motor                   | Cylindervolym | Effekt | Vridmoment | Bränslesystem             |
| ------------- | --------- | ----------------------- | ------------- | ------ | ---------- | ------------------------- |
| 2.0           | 1990–1994 | 4-cyl radmotor SOHC 8V  | 1998 cm³      | 115 hk | 164 Nm     | Förgasare                 |
| 2.0i          | 1990–1994 | 4-cyl radmotor SOHC 8V  | 1998 cm³      | 121 hk | 170 Nm     | Bränsleinsprutning        |
| 2.0i 16V      | 1995–2000 | 4-cyl radmotor DOHC 16V | 1998 cm³      | 132 hk | 180 Nm     | Bränsleinsprutning        |
| 2.0i Turbo CT | 1993–1994 | 4-cyl radmotor SOHC 8V  | 1998 cm³      | 145 hk | 226 Nm     | Bränsleinsprutning, turbo |
| 2.0i Turbo CT | 1995–2000 | 4-cyl radmotor SOHC 8V  | 1998 cm³      | 147 hk | 235 Nm     | Bränsleinsprutning, turbo |
| 3.0i V6       | 1990–1994 | V6-motor SOHC 12V       | 2975 cm³      | 170 hk | 240 Nm     | Bränsleinsprutning        |
| 3.0i V6       | 1995–1996 | V6-motor SOHC 12V       | 2963 cm³      | 167 hk | 235 Nm     | Bränsleinsprutning        |
| 3.0i V6 24V   | 1990–1996 | V6-motor SOHC 24V       | 2975*¹ cm³    | 200 hk | 260 Nm     | Bränsleinsprutning        |
| 3.0i V6 24V   | 1997–2000 | V6-motor DOHC 24V       | 2946 cm³      | 190 hk | 267 Nm     | Bränsleinsprutning        |
| 2.1 D         | 1990–1994 | 4-cyl radmotor SOHC 12V | 2138 cm³      | 82 hk  | 147 Nm     | Diesel                    |
| 2.1 Turbo D   | 1990–1994 | 4-cyl radmotor SOHC 12V | 2088 cm³      | 110 hk | 243 Nm     | Turbodiesel               |
| 2.1 Turbo D   | 1995–2000 | 4-cyl radmotor SOHC 12V | 2088 cm³      | 109 hk | 250 Nm     | Turbodiesel               |
| 2.5 Turbo D   | 1995–2000 | 4-cyl radmotor SOHC 12V | 2446 cm³      | 129 hk | 285 Nm     | Turbodiesel               |